# Свети Теодор (острво)
Свети Теодор или Ајо Теодори (грч. Αγιοι Θεοδωροι) малено је грчко острво у Егејском мору које припада групи острва око Крита. Због велике рупе - пећине на стенама острва, која су по легенди уста монструма у време када је он покушавао да нападне крићане, и данас мештани и посетиоци Ајос Теодори називају „Звер“.

## Назив
Острво је изворно названо Акитос или Акоитион , што значи неприкладно за живљење. Његов тренутни назив је добило по троредној ранохришћанској цркви Ајос Теодорос, од које су преостале само рушевине. Још у минојском периоду, острво је било свето место.
Мештани острво због свог изгледа и ненасељености често називали и „пусто (дивље) острво". Док у Хањији, када говоре острву Ајо Теодори, користе множину и увек изговарају „ Теодориси “, мислећи на велико и поред њега мало острвце.

## Легенде и предања
Осим званичне историје острво Крит је пуно, фолклора и традиције која рађа занимљивве приче и фасцинантне митове. Тако је мнастала и легенада о острву Ајо Теодори, како она не би било изузетак од овог правила.

Најраспрострањенија легенда о острву каже да у првим година хришћанства острво уопште није постојало, а отворено море са Крита се могло видети унедоглед без ичега што би заустављало поглед. Међутим једног дана настала је легенда, када су наводно становници Платаније рано ујутру чули необичан звук и пожурили да виде о чему се ради, стигавши на обалу угледали огромно чудовиште које прети њиховом подручју.
| „ | Видели су огромну црну масу која долази према њима, а пратила га је и његова беба. Верзија мита идентификује ово чудовиште као огромног медведа са својим медведићем | ” |

Престрављеним станоовницима острво је изгледало попут неке великог чудовушта, које је на јужној страни острва, делела претеће својим огромним лучним отвором (пећином), који им је личила на отворене чељусти неке немани,  односно на огромну корњачу отворених уста, која као да ће сваког часа напасти или угристи.
У страху почели су да бацају копља и стреле из даљине да би га убили, али безуспешно. Ужаснуте тим призором, жене Крита почеле су да моле Светог Ђорђа и Девицу Марију не би ли они спасили становнике њиховог села. На њихове молитве Бог је одговорио настанком два „камена чудовишта” мањег и већег (острва Ајос Теодори), или острва Теодори и мањег острвца Гларакија. При томе се веће чудовиште окаменило, али са „отвореним устима”, у моменту када је покушало да нападне мештане.

## Географија

### Положај, пространство
Острво Ајо Теодори се налази се у Егејском мору на око 400 метара северно од града Агиа Марин, на северној обали Крита у јужној Грчкој. Административно припада општине, у подручној јединици  Хањиа на Криту. Тренутно на њему постоје остаци две разрушене венецијанске тврђаве.
Острво је каменито, површине 697 хектара и ненасељено је (према подацина из 2011. године).  Поред њега се налази и велика стена, острвце Глараки. Становници Хањиа за оба острва користе множину и увек изговарају „Теодороу“.
Острво је проглашено за део мреже „Природа 2000”, и по том заштићено, као међународно важно станишта птица (ИБА).
Географски положај
- 35.537°N
- 23.931°E
- надморска висина ≈ 165 метара.

### Геолошка прошлост
Острво Крит, са својим острвима налази се на јужној ивици егејског базена, око 300 км од Африке и геолошки гледано је део архипелага који се протеже од Турске до копнене Грчке преко архипелага Додеканез и Пелопонез.
У случају Крита, афричка плоча ле литосферу стрши испод егејске плоче из које су израсле високе планине Крита и околнаострва. На територији Крита и дање постоје земљотреси, али они се обично јављају на мору и на узрокују већу штету иако се дешавају на сваких неколико година.
Планине Крита настале су током терцијарног периода и састоје се углавном од шкриљаца, кристалног кречњака и стена из триасног периода.

### Клима
Клима на острву је типично медитеранска, са мало падавина и јако топлим летима.

### Флора и фауна
Како је тло острва каменито оно је релативно суво и са мало плодне земље, тако да се на њему сусреће углавном ниско грмље и оскудна трава.
Некада је Ајо Теодори штитило крићање од њихових непријатеља, а данас оно штити аутохтону врсту критских дивокоза од његових непријатеља, ловаца који би волели да додају својој колекцији трофеја рогове и крзно Кри-Кри, дивље критске козе.
Да би се на острву заштитила аутохтона врста критских дивокоза од истребљења, познату као Кри-Кри  (латински: Capra aegagrus cretica), Први пар коза транспортован је на острво из Самарске клисуре 1935. године како би се могле репродуковати уз заштиту бранилаца и других опасности. Потом је Грчка острво прогласила заштићеним подручјем, забрањујући на њему свако људско присуство и активности на острву, осим (у време верског празника Ајо Теодориса), када је острво доступно тог дан (8. јуна).
Данас се процењује да на острву живи око 80 дивокоза, које чува посебна стража. Острво повремено нуди зоолошким вртововима широм света, примерке Кри-Кри дивокза.

## Историја
Острво је током минојског периода био свети азил, али је касније доласком хришћанства и периоду млетачке владавине променио намену и карактер. Млечани су острво називали Сан Теодоро и  1574. године одлучили да на њему изграде тврђаву и ојачају своју позицију у том делу Крита, и спрече најезду гусара и Турака из области Платаније.
Тако су изградили тврђаву на највишој тачки острва и прозвали је Турлуру. Такође су изградили и другу мању утврду мало ниже звану Сан Теодоро. Обе су тврђаве биле полигоналне и коштале су око 21. 500 дуката, што је била велика свота за то вриеме, али како су Млечани сматрал да она има стратешки значај и нису штедели новац за изградњу. по завршетки њене градње у тврђави су стално боравила 70 војника који су штитило обалу Платаније.
Када су 1645. године Турци напали Крит. 70 људи на острву је било премало да би се супротставили моћном непријатељу. Кад су сазнали да је битка изгубљена, радије су умрли него да се предају. Запалили су барутану и након експлозије окончали живот у Агиа Теодори.
Пет година касније,а тачније 1650. године, острва су поново била под влашћу Млечана све до 1699. године, када су их Турци поново освојили тврђаву, и држали је под својом влашћу до коначног ослобађања Крита.
Данас је мало шта осим рушевина остало од тврђаве из прошлости, као и од цркве Агија Теодора, која је нешто раније била саграђена на острву.

## Информације за туристе
Донедавно је постојала забрана посета острву, све док Општинско веће Платање 2009. године није одобрило укидање забране ради организовања излета бродом који ће на острво доводити туристе на неколико сати. Како постоје озбиљни приговори од удружења за заштиту природе забринутих због утицаја који ће постета туриста имати на дивље козе, па је неизвесно шта ће се десити у будућности.